# Boy 7
Pour plus de détails, voir Fiche technique et Distribution.
Boy 7 est un film néerlando-hongrois réalisé par Lourens Blok, sorti en 2015. Il s'agit d'une adaptation du roman de même nom de Mirjam Mous.

## Synopsis
Un jeune homme, Sam, se réveille dans un état second dans une rame de métro en pleine heure de pointe. Il ne sait plus qui il est ni pourquoi et comment il est arrivé là. Il a perdu la mémoire. Il rencontre une jeune femme, Lara, qui tente de l'aider et que Sam croit avoir déjà vue. Elle aussi semble atteinte des mêmes symptômes. Tous deux se lancent à la recherche de leur identité. Mais plus Sam en apprend sur lui et son passé, plus il met sa vie en danger. Alors que les Pays-Bas sont devenus un état policier, les deux jeunes gens semblent s'être échappés d'un programme secret de sécurité nationale où des étudiants sont enfermés dans un établissement de rééducation pour y être formés en soldats.

## Fiche technique
- Titre : Boy 7
- Réalisation : Lourens Blok
- Scénario : Marco van Geffen, Philip Delmaar et Willem Bosch d'après le roman du même nom de Mirjam Mous
- Musique : Jorrit Kleijnen et Alexander Reumers
- Photographie : Jasper Wolf
- Montage : Axel Skovdal Roelofs
- Production : Joost de Vries, Leontine Petit et Derk-Jan Warrink
- Société de production : Proton Cinema, Lemming Film et Mollywood
- Pays :  Pays-Bas,  Hongrie et  Belgique
- Genre : Action, science-fiction et thriller
- Durée : 90 minutes
- Date de sortie : 
  - Pays-Bas : 19 février 2015

## Distribution
- David Kross : Sam (Boy 7)
- Emilia Schüle : Lara (Girl 8)
- Liv Lisa Fries : Safira
- Ben Münchow : Louis (Boy 6)
- Jens Harzer : Isaak
- David Berton : Boy 35
- Jörg Hartmann : Directeur Fredersen